# فابيان جيربر
فابيان جيربر (بالألمانية: Fabian Gerber)‏ (28 نوفمبر 1979 ميونخ ألمانيا - ) هو لاعب كرة قدم ألماني، يلعب كلاعب وسط.

## مسيرته

### مسيرته مع الأندية
- 1997 - 1999 لعب مع هانوفر 96 15 مباراة سجل خلالها هدف.
- 1999 - 2001 لعب مع نادي سانت باولي 20 مباراة سجل خلالها هدفين.
- 2001 - 2002 لعب مع نادي فرايبورغ 13 مباراة سجل خلالها هدف.
- 2003 - 2003 لعب مع نادي سانت باولي 17 مباراة سجل خلالها 8 أهداف.
- 2004 - 2007 لعب مع ماينتس 05 107 مباراة سجل خلالها 11 هدف.
- 2004 - 2007 لعب مع 1. FSV Mainz 05 II [الإنجليزية]‏ مباراة.
- 2005 - 2005 لعب مع فريق 2006  [لغات أخرى]‏ مباراة سجل خلالها هدف.
- 2005 - 2005 لعب مع منتخب ألمانيا ب لكرة القدم [الإنجليزية]‏ مباراة سجل خلالها هدف.
- 2007 - 2009 لعب مع أوفي كريت 36 مباراة.
- 2009 - 2013 لعب مع إنغولشتات 04 54 مباراة سجل خلالها 9 أهداف.

## روابط خارجية
- فابيان جيربر على موقع قاعدة بيانات كرة القدم.إي يو (الإنجليزية)
- فابيان جيربر على موقع بيانات كرة القدم. دي إي (الألمانية)
- فابيان جيربر على موقع عالم كرة القدم.نت (الإنجليزية)